# 麻城镇 (叙永县)
麻城乡，是中华人民共和国四川省泸州市叙永县下辖的一个乡镇级行政单位。

## 行政区划
麻城乡下辖以下地区：
麻城村、驰松村、柏香村、现榜村、寨和村、龙凤村、双桥村和田林村。